# Campeonato Mundial de Pelota Vasca de 1994
El Campeonato del Mundo de Pelota Vasca de 1994 fue la 12.ª edición del Campeonato del Mundo de Pelota Vasca, organizado por la Federación Internacional de Pelota Vasca. El campeonato se celebró por primera vez en la historia en San Juan de Luz y por tercera vez en Francia.

## Desarrollo
El torneo se celebró en septiembre de 1994. Se contó con la participación de países como España, Argentina, México, Francia, Cuba, Chile, Venezuela, Bélgica, Estados Unidos y Uruguay, entre otros. El ganador final fue la selección de Francia, que obtenía así su sexto título absoluto de los campeonatos.

## Especialidades
Se disputaron 14 títulos mundiales en las diferentes especialidades, conforme el siguiente desglose en el que se indica el ganador y medallistas de cada una de ellas:
Trinquete, seis títulos:
| Especialidad            | Oro                          | Plata                               | Bronce                            |
| Mano individual         | Francia Etcheto              | México Alfredo Zea "Bionico"        | España Larrañaga                  |
| Mano parejas            | Francia Dermit - Andre       | México Saldaña - Pedro Santamaria   | España Gorria - Txoperena III     |
| Paleta cuero            | Argentina Elortondo - Abadía | Francia Arenas - Bergerot           | España Mendiluce III - Altadill I |
| Paleta goma (masculina) | Argentina Ross - Romano      | Francia Lissard - Lasalle           | Chile J. Sáez - Córdoba           |
| Paleta goma (femenina)  | Francia Haran - Seilhan      | Argentina S. Cimadamore - Schettino | España Mendizabal - Maite Ruiz    |
| Xare                    | Francia Ameztoy - Olasagazti | España Iturbe - Molina              | Uruguay Rabellino - Beltrane      |

Frontón 36 metros, cuatro títulos:
| Especialidad    | Oro                           | Plata                       | Bronce                        |
| Mano individual | España Aguirre                | México Marin                | Francia Alfaro                |
| Mano parejas    | España Artola - Imaz          | México Hiriart - Mutuberria | Francia Vera - Olivos         |
| Paleta cuero    | Francia Arrosagarai - Latxage | España Tejada - Oroz        | México Mercadillo - Pepe Musi |
| Pala corta      | España Ceberio - Recalde      | Francia Bourda - Carral     | Cuba R. González - V. Lujan   |

Frontón 30 metros, tres títulos:
| Especialidad          | Oro                                   | Plata                        | Bronce                   |
| Frontenis (masculino) | México Edgar Salazar - Jaime Salazar  | Argentina Cimadamore - Garda | España Velasco - Cogollo |
| Frontenis (femenino)  | México Miryam Muñoz - Rosa Mª Flores  | Francia Claverie - Rollet    | España Claverie - Rollet |
| Paleta goma           | México Homero Hurtado - Edgar Salazar | Argentina Ross - Supón       | Chile Sáez - Córdoba     |

Frontón 54 metros, un título:
| Especialidad | Oro                 | Plata                                       | Bronce                |
| Cesta punta  | España Lander - Osa | México Juan Pablo Valdés - Francisco Valdés | Francia García - Camy |

Nota 1: Se señalan únicamente los nombres de los pelotaris que disputaron las finales.

## Medallero
|   | País      | Oro | Plata | Bronce | Total |
| - | --------- | --- | ----- | ------ | ----- |
| 1 | Francia   | 5   | 5     | 2      | 12    |
| 2 | España    | 4   | 2     | 6      | 12    |
| 3 | México    | 3   | 4     | 2      | 9     |
| 4 | Argentina | 2   | 3     | 0      | 5     |
| 5 | Uruguay   | 0   | 0     | 2      | 2     |
| 6 | Chile     | 0   | 0     | 2      | 2     |
| 7 | Cuba      | 0   | 0     | 1      | 1     |

Nota 1: Se contabilizan en primer lugar el total de las medallas de oro, luego las de plata y en último lugar las de bronce.